# جيمس ديكسون
جيمس ديكسون (بالإنجليزية: James Dickson)‏ هو سياسي بريطاني (وحمل سابقاً جنسية المملكة المتحدة لبريطانيا العظمى وأيرلندا)، ولد في 19 أبريل 1859، وتوفي في 8 أغسطس 1941. في الانتخابات العمومية البريطانية 1880 ‏، انتخب عضو برلمان المملكة المتحدة الـ22 عن دائرة Dungannon (UK Parliament constituency) ‏ (31 مارس 1880 – 18 نوفمبر 1885).